# Anthony Elanga
Anthony David Junior Elanga (Hyllie, 2002. április 27. –) svéd válogatott labdarúgó, a Newcastle United játékosa.

## Pályafutása

### Klubcsapatokban
Pályafutása kezdeti szakaszában szülőhazájában az IF Elfsborg és a Malmö FF akadémiáján nevelkedett.

#### Manchester United
Elanga 2014-ben került a Manchester United akadémiájára. A felnőtt csapatban először a 2020–2021-es Premier league-szezon előtti felkészüklési időszakban lépett pályára, az Aston Villa elleni találkozón Marcus Rashford cseréjeként. A szezon során négyszer kapott lehetőséget a Ligakupában, a sorozatban két gólt szerzett. 2021 áprilisában a spanyol Granada elleni párharc során a kispadra nevezte Ole Gunnar Solskjær vezetőedző, de pályára nem lépett egyik találkozón sem. 2021. május 11-én, a Leicester City elleni bajnokin mutatkozott be az angol élvonalban, május 23-án, a Wolverhampton Wanderers elleni zárófordulóban rendezett, és 2–1-re megnyert találkozón pedig a kezdőcsapatban kapott helyet, és ő szerezte csapata első gólját.
2021. december 24-én öt éves szerződést írt alá a csapattal, 2026 nyaráig, amelyet a klub egy évvel meghosszabbíthat.

#### Nottingham Forest
2023. július 25-én a Nottingham Forest bejelentette a játékos szerződtetését, aki ötéves szerződést írt alá a csapattal. 2023. augusztus 12-én mutatkozott be első bajnokiján a csapat színeiben és gólpasszt is adott.

#### Newcastle United
2025 júliusában leszerződtette a Newcastle United, 55 millió fontért cserébe.

### A válogatottban
Utánpótláskorú labdarúgóként Svédországot képviselte, az U17-es válogatottal részt vett a 2019-es U17-es labdarúgó-Európa-bajnokságon, ahol a franciák ellen 4–2	-re elveszített csoportmérkőzésen kétszer volt eredményes. Még ugyanabban az évben bemutatkozott asz U18-es korosztályos válogatottban is.
Elanga úgy döntött, hogy a legmagasabb szinten is Svédországot fogja képviselni, mivel itt töltötte életének nagy részét és ott is született. Janne Andersson 2022 márciusában beválasztotta a válogatott utolsó világbajnoki selejtezőjére, a cseh válogatott ellen. A mérkőzés végén állt be csereként.

## Statisztikák

### Klubcsapatokban
Frissítve: 2025. április 27.
| Csapat                | Szezon     | Bajnokság      | Bajnokság | Bajnokság | FA-Kupa | FA-Kupa | Ligakupa | Ligakupa | Európa | Európa | Egyéb | Egyéb | Összesen | Összesen |
| Csapat                | Szezon     | Osztály        | Mér.      | Gól       | Mér.    | Gól     | Mér.     | Gól      | Mér.   | Gól    | Mér.  | Gól   | Mér.     | Gól      |
| --------------------- | ---------- | -------------- | --------- | --------- | ------- | ------- | -------- | -------- | ------ | ------ | ----- | ----- | -------- | -------- |
| Manchester United U21 | 2019–20    | —              | —         | —         | —       | —       | —        | —        | —      | —      | 2     | 0     | 2        | 0        |
| Manchester United U21 | 2020–21    | —              | —         | —         | —       | —       | —        | —        | —      | —      | 4     | 2     | 4        | 2        |
| Manchester United U21 | Összesen   | Összesen       | 0         | 0         | 0       | 0       | 0        | 0        | 0      | 0      | 6     | 2     | 6        | 2        |
| Manchester United     | 2020–21    | Premier League | 2         | 1         | 0       | 0       | 0        | 0        | 0      | 0      | —     | —     | 2        | 1        |
| Manchester United     | 2021–22    | Premier League | 21        | 2         | 2       | 0       | 1        | 0        | 3      | 1      | —     | —     | 27       | 3        |
| Manchester United     | 2022–23    | Premier League | 16        | 0         | 1       | 0       | 4        | 0        | 5      | 0      | —     | —     | 26       | 0        |
| Manchester United     | Összesen   | Összesen       | 39        | 3         | 3       | 0       | 5        | 0        | 8      | 1      | 0     | 0     | 55       | 4        |
| Nottingham Forest     | 2023–24    | Premier League | 36        | 5         | 2       | 0       | 1        | 0        | —      | —      | —     | —     | 39       | 5        |
| Nottingham Forest     | 2024–25    | Premier League | 33        | 6         | 4       | 0       | 1        | 0        | —      | —      | —     | —     | 38       | 6        |
| Nottingham Forest     | Összesen   | Összesen       | 69        | 11        | 6       | 0       | 2        | 0        | —      | —      | —     | —     | 77       | 11       |
| Pályafutás            | Pályafutás | Pályafutás     | 108       | 14        | 9       | 0       | 7        | 0        | 8      | 1      | 6     | 2     | 138      | 16       |

1. 1 2  Pályára lépések az EFL Trophy sorozatban
2. ↑  Pályáralépések a Bajnokok ligájában
3. ↑  Pályára lépések az Európa-ligában

### A válogatottban
Frissítve: 2025. március 25.
| Csapat     | Év       | Mérkőzések | Gólok |
| ---------- | -------- | ---------- | ----- |
| Svédország | 2022     | 9          | 1     |
| Svédország | 2023     | 4          | 2     |
| Svédország | 2024     | 6          | 0     |
| Svédország | 2025     | 2          | 1     |
| Összesen   | Összesen | 21         | 4     |

#### Gólok a válogatottban
| # | Dátum             | Helyszín                            | Ellenfél       | Eredmény | Végeredmény | Kiírás                             |
| - | ----------------- | ----------------------------------- | -------------- | -------- | ----------- | ---------------------------------- |
| 1 | 2022. június 5.   | Friends Aréna, Solna, Svédország    | Norvégia       | 1–2      | 1–2         | 2022–2023-as UEFA Nemzetek Ligája  |
| 2 | 2023. március 27. | Friends Aréna, Solna, Svédország    | Azerbajdzsán   | 5–0      | 5–0         | 2024-es Európa-bajnokság selejtező |
| 3 | 2023. június 16.  | Friends Aréna, Solna, Svédország    | Új-Zéland      | 4–1      | 4–1         | Barátságos                         |
| 4 | 2025. március 25. | Strawberry Arena, Solna, Svédország | Észak-Írország | 5–0      | 5–1         | Barátságos                         |

## Családja
Édesapja a korábbi kameruni válogatott labdarúgó, Joseph Elanga. Anthony Svédországban, Hyllie városában született, akkoriban édesapja a Malmö FF játékosa volt.

## Díjak és elismerések
Manchester United
- Angol ligakupa: 2022–2023

### Egyéni
- Jimmy Murphy Young Player of the Year: 2019–2020[11]